# Jean-Manuel Mbom
Jean Manuel Mbom (ur. 24 lutego 2000 w Göttingen) – niemiecki piłkarz kameruńskiego pochodzenia występujący na pozycji pomocnika w niemieckim klubie Werder Brema oraz w reprezentacji Niemiec do lat 21. Wychowanek Bovender SV, w trakcie swojej kariery grał także w Uerdingen 05.